# 데릭 피셔
데릭 조셉 피셔 (Derek Joseph Fisher, 1993년 8월 21일 ~ )는 미국의 야구 선수이다.
2014년 1라운드 37순위로 휴스턴 애스트로스에 입단했다.

## 경력
2017년 6월 14일 텍사스 레인저스와의 메이저리그 데뷔 경기에서 6회 제레미 제프리스로부터 솔로 홈런을 날려 데뷔 경기 첫 안타를 홈런으로 기록한 선수가 되었다. 이 경기에서 휴스턴은 텍사스로부터 6회에 7득점을 뽑는 빅이닝을 만들었는데 피셔는 이 6회에 2타석을 설 수 있는 기회를 얻었다. 첫 타석에서 홈런, 두번째 돌아오는 타석에서 적시타가 되는 안타를 날려 데뷔 경기 한 이닝에 2개의 안타와 타점을 올리는 진기록을 남겼다.
데뷔 경기에서 한 이닝에 2개의 안타를 뽑아낸 것은 2004년 애틀란타 브레이브스의 애덤 라로쉬 이후 15년만의 일이다.
2019년 7월 31일 토론토 블루제이스의 조 비아지니 등과 트레이드 되어 휴스턴에서 토론토로 이적했다.
2019년 시즌 타율 .185, 출루율 .287, OPS .657을 기록하며 3년 연속 OPS .600대를 기록했다.

## 통산 성적
| 연 도          | 소 속          | 나 이          | 출 장 | 타 석 | 타 수 | 득 점 | 안 타 | 2 루 타 | 3 루 타 | 홈 런 | 타 점 | 볼 넷 | 삼 진 | 도 루 | 도 실 | 타 율 | 출 루 율 | 장 타 율 | O P S | 루 타 | 몸 맞 | 희 번 | 희 플 | 고 4 | 병 살 타 |
| -------------- | -------------- | -------------- | ----- | ----- | ----- | ----- | ----- | ------- | ------- | ----- | ----- | ----- | ----- | ----- | ----- | ----- | -------- | -------- | ----- | ----- | ----- | ----- | ----- | ---- | -------- |
| 2017           | HOU            | 23             | 53    | 166   | 146   | 21    | 31    | 4       | 1       | 5     | 17    | 17    | 54    | 3     | 3     | .212  | .307     | .356     | .663  | 52    | 3     | 0     | 0     | 1    | 1        |
| 2018           | HOU            | 24             | 42    | 86    | 79    | 13    | 13    | 2       | 2       | 4     | 11    | 5     | 42    | 2     | 0     | .165  | .209     | .392     | .602  | 31    | 0     | 0     | 2     | 0    | 0        |
| 2019           | HOU/TOR        | 25             | 57    | 167   | 146   | 23    | 27    | 4       | 1       | 7     | 17    | 21    | 57    | 5     | 1     | .185  | .287     | .370     | .657  | 54    | 0     | 0     | 0     | 0    | 3        |
| MLB 통산 : 3년 | MLB 통산 : 3년 | MLB 통산 : 3년 | 152   | 419   | 371   | 57    | 71    | 10      | 4       | 16    | 45    | 43    | 153   | 10    | 4     | .191  | .279     | .369     | .649  | 137   | 3     | 0     | 2     | 1    | 4        |

※ 2019년 시즌 종료 기준